# نسيج (جيولوجيا)

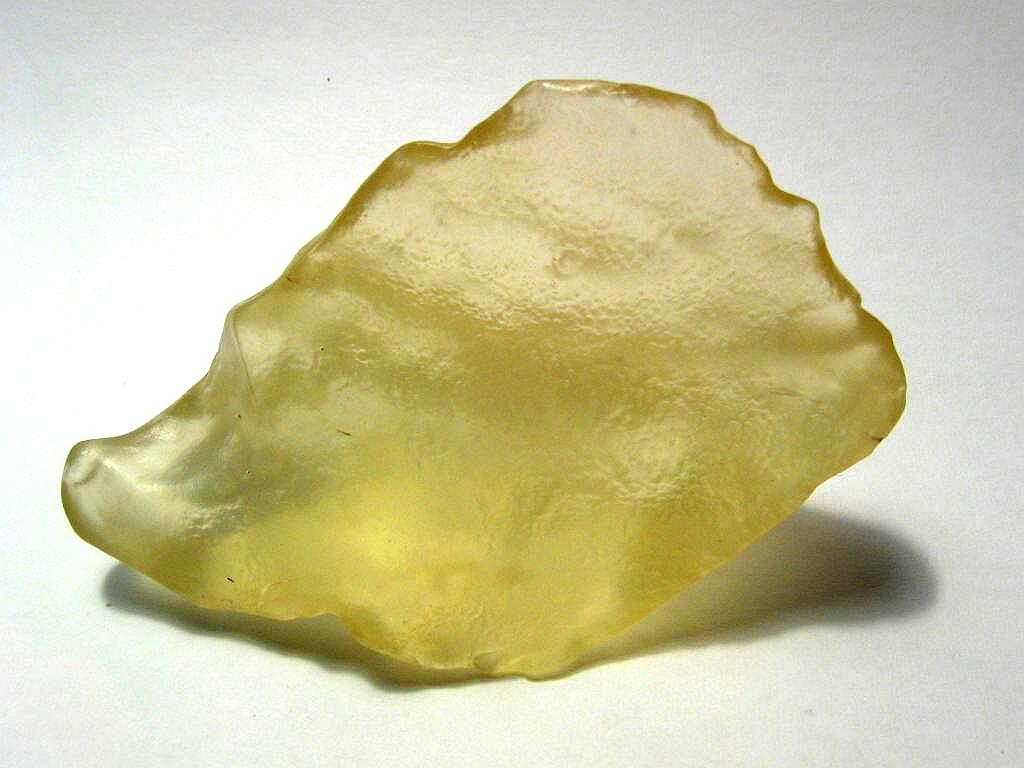

النسيج (1) في الجيولوجيا وعلم الصخور هو وصف للعلاقة والترابط بين المواد المكونة لمادة الصخور؛ كما يسمى أيضاً البنية المكروية للصخر.
هناك أنواع مختلفة لنسيج الصخور حسب مراحل تبرد الصهارة الأرضية عند التشكل، كما هو الحال في الأنواع المختلفة من نسيج الصخور النارية. 

## الهوامش
- 1 مصطلح نسيج هو ترجمة كلمة Texture في سياق الجيولوجيا في قاموس المعاني؛[3] كما تترجم نسجة أو حبكة كما في معجم العلوم المصور الجديد.[4]